# Петерсаурах
Петерсаурах (њем. Petersaurach) општина је у њемачкој савезној држави Баварска. Једно је од 58 општинских средишта округа Ансбах. Према процјени из 2010. у општини је живјело 4.988 становника. Посједује регионалну шифру (AGS) 9571190.

## Географски и демографски подаци
Петерсаурах се налази у савезној држави Баварска у округу Ансбах. Општина се налази на надморској висини од 442 метра. Површина општине износи 41,8 km². У самом мјесту је, према процјени из 2010. године, живјело 4.988 становника. Просјечна густина становништва износи 119 становника/km².